# Dužice, Pljevlja
Dužice este un sat din comuna Pljevlja, Muntenegru. Conform datelor de la recensământul din 2003, localitatea are 9 locuitori (la recensământul din 1991 erau 45 de locuitori).

## Demografie
În satul Dužice locuiesc 9 persoane adulte, iar vârsta medie a populației este de 50,2 de ani (47,8 la bărbați și 51,3 la femei). În localitate sunt 3 gospodării, iar numărul mediu de membri în gospodărie este de 3,00.
Populația localității este foarte eterogenă.
|  |

| Demografie | Demografie | Demografie |
| An         | Locuitori  | Locuitori  |
| ---------- | ---------- | ---------- |
|            |            |            |
|            |            |            |
|            |            |            |
|            |            |            |
| 1948       | 135        |            |
| 1953       | 158        |            |
| 1961       | 187        |            |
| 1971       | 151        |            |
| 1981       | 78         |            |
| 1991       | 45         | 44         |
| 2003       | 9          | 9          |

| \| Componența etnică conform recensământului din 2003[2] \| Componența etnică conform recensământului din 2003[2] \| Componența etnică conform recensământului din 2003[2] \| Componența etnică conform recensământului din 2003[2] \| Componența etnică conform recensământului din 2003[2] \| \| ----------------------------------------------------- \| ----------------------------------------------------- \| ----------------------------------------------------- \| ----------------------------------------------------- \| ----------------------------------------------------- \| \| \| \| \| \| \| \| Sârbi \| Sârbi \| \| 5 \| 55,55% \| \| Muntenegreni \| Muntenegreni \| \| 4 \| 44,44% \| \| necunoscută \| necunoscută \| \| 0 \| 0% \| |              |  |   |        |
| Componența etnică conform recensământului din 2003 |              |  |   |        |
| |              |  |   |        |
| Sârbi | Sârbi        |  | 5 | 55,55% |
| Muntenegreni | Muntenegreni |  | 4 | 44,44% |
| necunoscută | necunoscută  |  | 0 | 0%     |